# Mais (Bowness)
Mais (ook Maia, Engels: Bowness) was een Romeins fort aan de Muur van Hadrianus. Het was het meest westelijke fort van de muur en lag op een klif boven Solway Firth.
Het fort had een rechthoekig grondplan met afgerond hoeken. Net zoals de eerste 31 Romeinse mijlen (46 km) van de muur in het westen, was het fort oorspronkelijk opgetrokken uit plaggen, hout en aarde. Zoals deze muur werd het fort later herbouwd in steen. Ten westen van Bowness-on-Solway, langs de kust van Cumbria, was er over 32 km nog een verdedigingslinie bestaande uit stenen wachttoren en kleine versterkingen uit hout, zand en plaggen. Maar de doorlopende muur en de greppel achter de muur (vallum) stopten aan fort Mais.
Er is weinig bekend over de eenheden die gelegerd waren in Mais. Vermoedelijk was dit een cohors milliaria (cohort op dubbele sterkte), en mogelijk in de 2e eeuw met een deel cavalerie.
Sinds de Romeinse tijd is de noordelijke muur van het fort in zee gestort. Dus is het niet geweten of het fort naast een westelijke, zuidelijke en oostelijke poort, ook een noordelijke poort bezat.

## Galerij

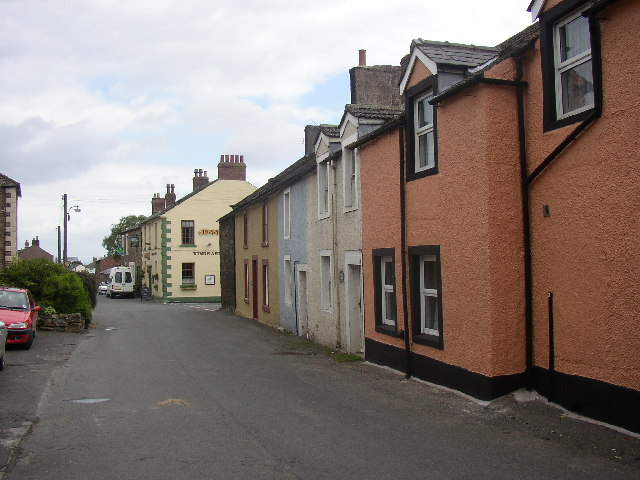
De Engelse plaats Bowness-on-Solway is gebouwd op de plaats van het fort Mais
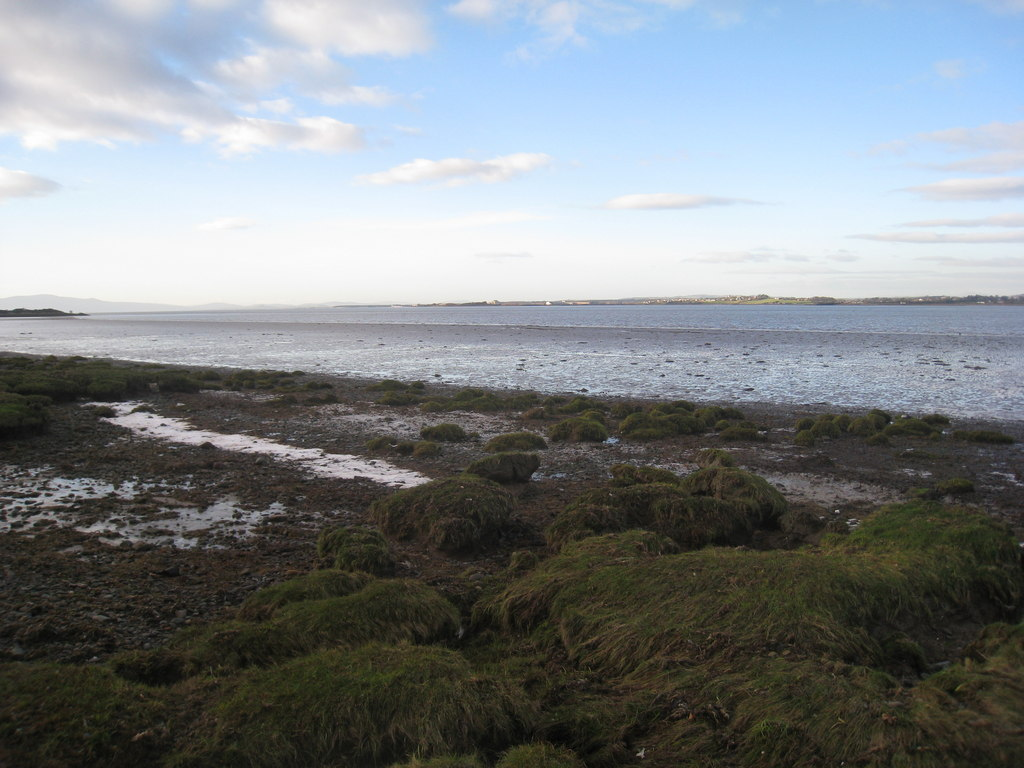
Solway Firth bij Bowness
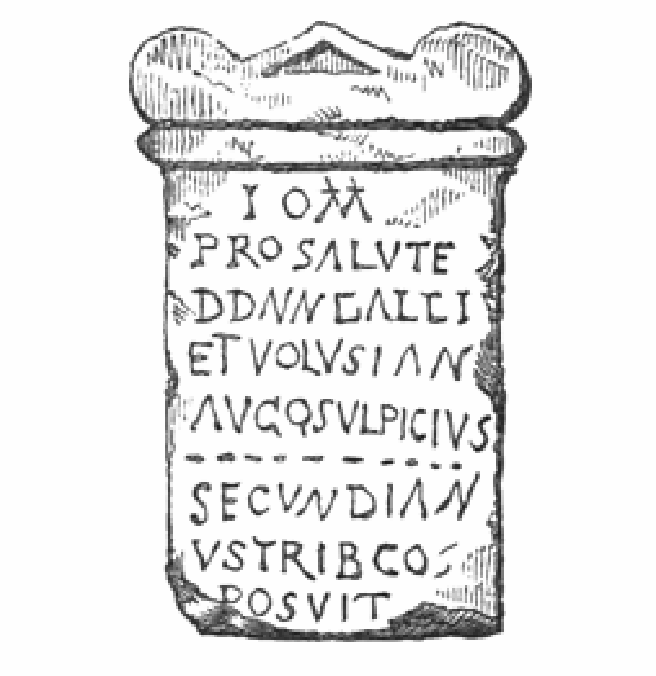
Inscriptie op een altaar gevonden in Bowness